# NGC 1406
NGC 1406 (другие обозначения — ESO 418-15, MCG -5-9-20, UGCA 83, AM 0337-312, IRAS03373-3129, PGC 13458) — спиральная галактика с перемычкой в созвездии Печь. Открыта Джоном Гершелем в 1835 году. Описание Дрейера: «тусклый, довольно крупный, сильно вытянутый объект, немного более яркий в середине, к северо-западу расположена звезда 7-й величины».
Этот объект входит в число перечисленных в оригинальной редакции «Нового общего каталога».
Галактика наблюдается с ребра и в ней заметно искривление тонкого диска. Оно вероятно вызвано гравитационным взаимодействием галактики в группе. 
Галактика NGC 1406 входит в состав группы галактик NGC 1399. Помимо NGC 1406 в группу также входят ещё 41 галактика. Также галактика входит в Скопление Печи.